# Vladimir Treščec Baranjski
Vladimir Tresčec Branjski (Topusko, 23. svibnja 1870. – Dubrovnik, 2. srpnja 1932.). bio je hrvatski pripovjedač.  Gimnaziju je završio u Zagrebu, pravne znanosti u Zagrebu i Beču. Nakon završenih studija stupa na službu u Bosni kao upravitelj do 1907., kada prelazi u Zagreb na službu u Zemaljskoj vladi, da bi 1917. postao veliki župan Zagrebačke županije, a potom i dva puta intendant Hrvatskog narodnog kazališta.

## Djela
- Zimska priča (1890.)
- Drina (pripovijest, 1892.)
- Ljetne noći (pripovijetke, 1896.)
- U malome svijetu (pripovijetke, 1901.)
- Novele (1915.)

## Vanjske poveznice
- ADU[neaktivna poveznica]